# Eustala essequibensis
Eustala essequibensis là một loài nhện trong họ Araneidae.
Loài này thuộc chi Eustala. Eustala essequibensis được miêu tả năm 1932 bởi Hingston.